# Pirates (film)
Pirates är en amerikansk pornografisk action-äventyrsfilm från 2005, skriven, producerad och regisserad av Joone och producerad av Digital Playground och Adam & Eve. I huvudrollerna syns Jesse Jane, Carmen Luvana, Janine Lindemulder, Devon, Jenaveve Jolie, Teagan Presley och Evan Stone. Filmen är en parodi på Hollywood-filmen Pirates of the Caribbean: Svarta Pärlans förbannelse.
Enligt producenten Samantha Lewis är filmen den dittills dyraste porrfilmen, med en rapporterad budget på 1 miljon amerikanska dollar.
En uppföljare, Pirates II: Stagnetti's Revenge, producerades med en ännu större budget på 8 miljoner dollar och som anses vara en av den dyraste porrfilmen som gjorts.

## Handling
1763, kapten Edward Reynolds jagar pirater, eller försöker åtminstone. Varken han eller hans besättning anser honom vara en stor ledare. Endast hans förste officer, Jules tror på honom. När de räddar en ung kvinna vid namn Isabella från att drunkna, berättar hon för dem att hennes mans skepp har förstörts av den fruktade kaptenen Victor Stagnetti och hans gäng livsfarliga pirater.
Reynolds och hans män drar ut på jakt efter Stagnetti som letar efter en karta som ska leda till en mäktig hemlighet på en ö någonstans i Karibiska havet. Stagnetti upptäcker att den hemliga "staven" låses upp av Isabellas man Manuel.
Efter att besättningen flytt från mörkrets krafter som åkallats av Stagnetti besegras Stagnettis skepp i sjöstrid. Därmed är Stagnettis piratvälde över.

## Rolllista
- Jesse Jane – Jules
- Carmen Luvana – Isabella
- Janine Lindemulder – Serena
- Devon – Madelyn
- Teagan Presley – Christina
- Evan Stone – kapten Edward Reynolds
- Tommy Gunn – kapten Eric Victor Stagnetti
- Austyn Moore – Angelina
- Jenaveve Jolie – piratdansare
- Matthew Stirling – Marco
- Kris Slater – Manuel Venezuela
- Matthew McBride – Wu Cho
- Steven J. Zmed – greve Erasanus Von Erectus
- Charmane Star – jänta 1
- Trina Michaels – jänta 2
- Austin Kincaid – jänta 3
- Jolie Harris – jänta 4

## Produktion
Filmen spelades in i högupplöst digital video och har fler än 300 specialeffekter. Filmen har också ett specialskrivet musikspår som senare släpptes på CD och spelades in med Dolby Digital 5.1 surround-ljud. Flera scener spelades in på Bounty II, en replika av HMS Bounty, i St. Petersburg, Florida. Skeppets ägare visste inte vad det var för filmproduktion de lånade ut skeppet till, då de fått försäkrat att filmen var en "Disney-aktig piratfilm för familjer".

## Utgivning
Filmen släpptes ursprungligen som en trippel-DVD (filmen på en standard DVD, filmen i high definition (720p) i Windows Media-format och en skiva med specialmaterial). En omklippt version släpptes på DVD den 11 juli 2006. Digital Playground gav också ut soundtracket på CD, något som är ovanligt bland porrfilmer.
Filmen gavs senare ut på Blu-ray och HD DVD.

## Uppföljare
Evan Stone rapporterade på extra-DVD:n att det kommer en uppföljare. I januari 2007, rapporterades det att en uppföljare kommer produceras och regisseras av Joone med titeln Pirates II. En första teaser trailer presenterades under 2007 AVN Adult Entertainment Expo i Las Vegas, Nevada.
I mars 2008 annonserade Digital Playground att Belladonna kommer medverka i uppföljaren tillsammans med Jesse Jane, Evan Stone och flera andra från den första filmen, och att den kommer släppas i september 2008. Den andra filmen släpptes 26 september 2008, under titeln Pirates II: Stagnetti's Revenge.

## Mottagande
Filmen slog rekord och vann 11 priser på AVN Awards.

### Utmärkelser
- AVN Awards 2006:[13]
  - Best Video Feature
  - Best DVD
  - Best Director – Video (Joone)
  - Best Actress – Video (Janine Lindemulder)
  - Best High-Definition Production
  - Best All-Girl Sex Scene – Video (Janine Lindemulder & Jesse Jane)
  - Best Special Effects
  - Best Actor – Video (Evan Stone)
  - Best Music
  - Best Supporting Actor – Video (Tommy Gunn)
  - Best On-Line Marketing Campaign
- XRCO Awards:[14]
  - Best Release (2006)
  - Epic (2006)